# Cornedo Vicentino
Cornedo Vicentino är en ort och kommun i provinsen Vicenza i regionen Veneto i Italien. Kommunen hade 11 776 invånare (2020).